# Warner Bros. Animation
Warner Bros. Animation (também conhecida como Warner Bros. Pictures Animation para filmes 3D) é a subsidiária da Warner Bros. responsável pela animação. O estúdio é normalmente associado aos personagens do Looney Tunes e Merrie Melodies. A empresa é a sucessora da Warner Bros. Cartoons (antes conhecida por Leon Schlesinger Studios), a responsável pela produção das duas séries já mencionadas, de 1933 a 1963, e entre 1967 e 1969. A Warner reativou sua própria divisão de animação em 1980 para voltar a produzir séries relacionadas aos Looney Tunes. Diversas das suas animações são exibidas originalmente pelos canais Cartoon Network e Boomerang. Ela também se fundiu com o estúdio Hanna-Barbera, e absorveu sua biblioteca em 22 de março de 2001 e assumiu a produção de suas propriedades clássicas.
Desde 1990, a Warner Bros. Animation concentrou-se principalmente sobre a produção de animação e de televisão, caracterizar de outras propriedades, incluindo nomeadamente os relacionados com a publicações da DC Comics, pertence também à Warner Bros. Discovery.

## História

### Antecedentes (1930-1969)
Hugh Harman e Rudolf Ising criaram a série Looney Tunes e Merrie Melodies em 1930 e 1931, respectivamente. Ambos foram produzidos por Leon Schlesinger no estúdio Harman e Ising em Hollywood, os filmes foram distribuídos pela Warner Bros. Pictures. A primeira estrela de Looney Tunes foi Bosko. Em 1933, Harman e Ising se separam do Schlesigner devido à crise financeira, o que fez eles se mudarem para a Metro-Goldwyn-Mayer, e Schlesinger cria seu próprio estúdio em Sunset Boulevard, em Hollywood.No entanto, Harman e Ising continuaram usando Bosko nos desenhos da MGM, mudando totalmente sua aparência.
O estúdio de Schlesinger teve um início lento, continuou a fazer a série de Merrie Melodies e introduziu uma substituição de Bosko, por Buddy. Veterano da Disney Jack King, foi o primeiro diretor do estúdio; outros diretores da Warner incluem Earl Duvall, Bernard Brown, e estudante de Harman e Ising Isadore, "Friz" Freleng. Em 1935, Freleng dirigiu os curtas-metragens de Merrie Melodies, I Haven't Got a Hat, primeira aparição de Gaguinho. Duvall ele deixou o estúdio, e foi substituído por Fred "Tex" Avery, que aparece Gaguinho em vários desenhos animados, tornando-se a nova estrela do estúdio.
Devido ao espaço limitado que tinha o edifício Schlesinger, Avery e seus animadores - incluindo Bob Clampett e Chuck Jones - foi atribuído um lugar na Sunset Boulevard, Avery batizado de "Termite Terrace". Embora Avery e seus animadores deixaram o prédio após um ano, "Termite Terrace" tornou-se uma metonímia do estúdio clássico de animação da Warner Bros., mesmo depois do edifício foi abandonado e destruído.
Entre 1936 e 1944, famosos diretores de cinema e animadores, como Tex Avery, Arthur Davis, Friz Freleng, Robert McKimson, Bob Clampett, Frank Tashlin e Chuck Jones trabalharam no estúdio. Em 1944, Schlesinger vendeu seu estúdio para a Warner Bros., que foi renomeado Warner Bros. Cartoons, Inc. - em 1946, Avery, Tashlin e Clampett tinham deixado o estúdio, e o outro - Jones, Freleng, McKimson e Art Davis - seguiram o legado de Warner Bros. Até 1963, quando a Warner fechou o estúdio. Friz Freleng e seu parceiro de negócios David Hudson DePatie criadores do estúdio DePatie-Freleng Enterprises do mesmo ano, foram contratados pela Warner para produzir mais curtos de Looney Tunes e Merrie Melodies entre 1964 e 1967. O estúdio foi reaberto em 1967, mas foi fechado em 1969, quando a Warner parou de produzir curtas de animação.

### Warner Bros. Animation (1980-presente)
Warner Bros. Animation reabriu em 1980 para produzir coletâneas e especiais de TV com personagens de Looney Tunes. O primeiro presidente do estudio foi Hal Geer, que tinha sido efeitos de edição de som do estúuio original durante seus últimos dias, e logo foi acompanhado por Friz Freleng, que deixou a DePatie-Freleng (que se tornou a Marvel Productions depois de ser vendida para a Marvel Entertainment), que voltou a Warner como produtor executivo.
A seleção de cenas de arquivo para uma nova equipe da Warner Bros. Entertainment, foi composta principalmente de veteranos da Era de ouro dos desenhos da WB, incluindo os escritores John Dunn e Dave Detiege.
Em 1986, Freleng tinha saído, e Hal Geer também renunciou no ano seguinte. Geer foi substituído brevemente por Steven S. Greene, que por sua vez foi substituído por Kathleen Helppie-Shipley, ex-secretária de Freleng, o que seria a ponta de lança de um grande renascimento do Looney Tunes nos anos que se seguiram. O estudo tinha continuado a produção em projetos especiais com personagens Looney Tunes, esporadicamente produzindo novos curtas dos personagens como Duxorcist (1987), A Noite do Pato-Vivos (1988), Coelho de bilheteria (1990) e Carrotblanca ( 1995).
Desde 1986, a Warner Bros. se tornou uma produtora regular de animação televisão. A divisão de televisão da Warner foi estabelecido pelo presidente da WB Animation, Jean MacCurdy, que contratou o produtor Tom Ruegger e muitos membros de sua equipe da série de O Pequeno Scooby-Doo feito pela empresa concorrente da Warner na época. Um estúdio para a unidade de televisão no prédio de escritórios Banco Imperial ao lado do Sherman Oaks Galleria a noroeste de Los Angeles foi criado, onde seria mais tarde após a fusão da Turner e Time Warner nesse mesmo local a sede final da HB na qual seria absorvida em 2001. Darrell Van Citters, que tinha trabalhado para a Disney, colaborou com os novos Bugs Bunny curtas, antes de sair para formar a Renegade Animation em 1992.
A primeira série de televisão da Warner Bros. Animation foi Tiny Toon Adventures (1990-1995), que foi produzida em conjunto com a Amblin Entertainment, e contou com personagens de desenhos animados jovens com base nas estrelas da Looney Tunes, sendo um sucesso. Mais tarde, programas de televisão Amblin / Warner Bros. foram Animaniacs (1993-1998), o seu spin-off Pinky and the Brain (1995-1998), e Freakazoid! (1995-1997), seguindo a tradição de humor dos Looney Tunes.
Warner Bros. Animation também começou a desenvolver produtos baseados em personagens de quadrinhos que pertencem a sua empresa irmã, a DC Comics. Estes programas, incluindo Batman: The Animated Series (1992-1995), Superman: The Animated Series (1996-2000), The New Batman Adventures (1997-1999), Batman Beyond (1999-2001), e da Justice League/ Justice League Unlimited (2001-2006), provaram ser popular entre crianças e adultos. A série faziam parte do DC Animated Universe. Um filme spin-off Batman: Mask of the Phantasm, foi produzido em 1993 e foi lançado nos cinemas. O filme foi bem recebido pela crítica, mas um fraco desempenho nas bilheterias, mas eventualmente se tornou um sucesso comercial através de seu vídeo de casa mais tarde.
Em 1991, a Warner Bros. distribuiu seu primeiro filme de animação, Rover Dangerfield. Seu personagem principal é um cão chamado Rover Dangerfield, baseado em seu dublador Rodney Dangerfield. O filme recebeu críticas mistas por críticos e um fraco desempenho nas bilheterias devido à falta de promoção. Três anos depois, a Warner distribuiu um filme de Don Bluth, Thumbelina, que também recebeu críticas irregulares por parte dos críticos e um fraco desempenho nas bilheterias.
Em 1996, a Warner lançou o filme Space Jam (1996), uma mistura de atores reais com animação estrelado pela superstar da NBA, Michael Jordan e Pernalonga (Jordan já havia aparecido com os Looney Tunes em uma série de comerciais da Nike). Foi dirigido por Joe Pytka (em sequências de atores reais), com Bruce W. Smith e Tony Cervone (em animação). O filme recebeu comentários negativos de críticos de cinema, mas provou ser um sucesso nas bilheterias. A animação da fita foi conduzido principalmente no novo estudo de Sherman Oaks, embora grande parte do trabalho foi terceirizada para estúdios de animação em todo o mundo.
Em 1996, a empresa-mãe do estúdio, Time Warner, fundiu-se com Turner Broadcasting System, o que significou a recuperação dos curtas coloridos das série Looney Tunes e Merrie Melodies anteriores a agosto de 1948 e a aquisição de dois estúdios de animação: Turner Feature Animation e Hanna-Barbera Cartoons. Turner Feature se juntou a Warner Feature Animation, Hanna-Barbera, se fundiu com a Warner Bros. Television Animation em 22 de março de 2001.
O próximo filme, Quest for Camelot (1998), teve sérias dificuldades de produção e recebeu críticas negativas dos críticos. No entanto, sua trilha sonora (incluindo a canção "The Prayer") recebeu alguns elogios.
O terceiro filme animado da Warner Feature Animation  foi The Iron Giant (1999) por Brad Bird, que recebeu uma boa resposta do público de teste, mas o estúdio decidiu apressar seu lançamento para o final do verão no Hemisfério Norte com uma campanha precipitada de comercialização.
Em 2001, o estúdio lançou um novo filme, Osmosis Jones, mais uma produção que une atores reais e animação, que também sofreu alguns problemas de produção. Desta vez, os segmentos de animação, liderados por Piet Kroon e Tom Sito, foram concluídas muito antes dos segmentos de imagem reais foram filmados. O filme foi dirigido por Bobby e Peter Farrelly, estrelado por Bill Murray. O filme resultante recebeu críticas mistas e não teve um bom desempenho nas bilheterias, mas o seu sucesso em vídeo permitiu que a Warner Bros. Television produzisse um séria animada baseada nele, Ozzy & Drix (2002-2004) para o Kids' WB.
Com a morte de William Hanna em 2001, Warner absorveu todas as propriedades relacionadas à HB como Scooby-Doo entre outros personagens, produzindo uma série de filmes lançados diretamente em vídeo e duas novas séries animadas para a televisão  What's New, Scooby-Doo? (2002-2006) e Shaggy & Scooby-Doo Get a Clue! (2006-2008). A fusão da WB com a Turner também deu acesso à biblioteca da Metro-Goldwyn-Mayer, incluindo seus clássicos animados (personagens como Tom & Jerry, Droopy, o Urso Barney, e Screwy Squirrel). WBA, desde então, co-produzido alguns filmes para home video com a Turner, em sua maioria de Tom e Jerry. Além de produzir conteúdo para o mercado da família, Warner Bros. Animation também produziu Baby Blues com sua empresa irmã Warner Bros. Television e 3 South com a MTV Animation.
Em 2003, Warner Bros. Feature Animation lançou um novo filme de animação com atores, intitulado Looney Tunes: Back in Action. Era para ser o ponto de partida para a restauração de marcas de desenhos animados clássicos, incluindo uma série planejada de novos curtas de Looney Tunes produzidos por Larry Doyle. O filme, dirigido por Joe Dante (atores) e Eric Goldberg (animação), recebeu críticas mistas e uma bilheteria relativamente pequena, o que levou a produção de novos curtas serem cancelados e ao encerramento da Warner Bros. Feature Animation que se fundiu com a Warner Bros. Animation no ano seguinte. No entanto, várias séries de televisão vagamente baseado em Looney Tunes foram lançadas mais tarde incluindo  Baby Looney Tunes (2002-2005), Loonatics Unleashed (2005-2007) The Looney Tunes Show (2011-2014), New Looney Tunes (2015-2020), e Looney Tunes Cartoons (2020), tomando o lugar dos curtas originais na televisão.
A sede da Hanna-Barbera foi movida em 1998 para a sede da Warner Bros. Animation na Sherman Oaks Galleria onde operaram ambas até a absorção da HB em 2001, antes da fusão Time Warner/Turner, surgiu o Cartoon Network Studios em 1994, que virou após a fusão uma empresa-irmã da Warner Bros. Animation.
Em 30 de julho de 2010 estreou Coyote Falls, um filme animado em 3D com o Coiote e o Papa Léguas, a primeira produção produção para os cinemas de The Karate Guard (o último curta de Tom e Jerry) em 2005, e o primeiro do estúdio de animação completamente produzida em 3D. No dia 8 de junho de 2011 três curtas foram anunciados: I Tawt I Taw a Puddy Tat com Frajola, Piu-Piu e Vovó, que foi lançado com Happy Feet 2; Daffy's Rhapsody com Patolino e Hortelino Troca-Letras, que foi lançado com Journey 2: The Mysterious Island; e um outro curta sem título de Coiote e Papa Léguas.
Em março de 2016, a Warner Bros. anunciou planos para um universo compartilhado de filmes de animação com base em vários personagens da Hanna-Barbera, começando com S.C.O.O.B., um reboot da série de filmes de Scooby-Doo, lançado em 15 de maio de 2020 nos Estados Unidos. 